# تهاجم متفقین به آلمان
تهاجم متفقین غربی آلمان بخشی از نبردهای جبهه غربی جنگ جهانی دوم بود.
این عملیات که با همکاری تمام کشورهای متفق علیه آلمان انجام شد، به عنوان یکی از سرنوشت سازترین نبردهای جنگ جهانی دوم بود که هم‌زمان با حمله جبهه شرقی باعث پایان یافتن جنگ جهانی در اروپا و سقوط رایش سوم شد.

## نگارخانه

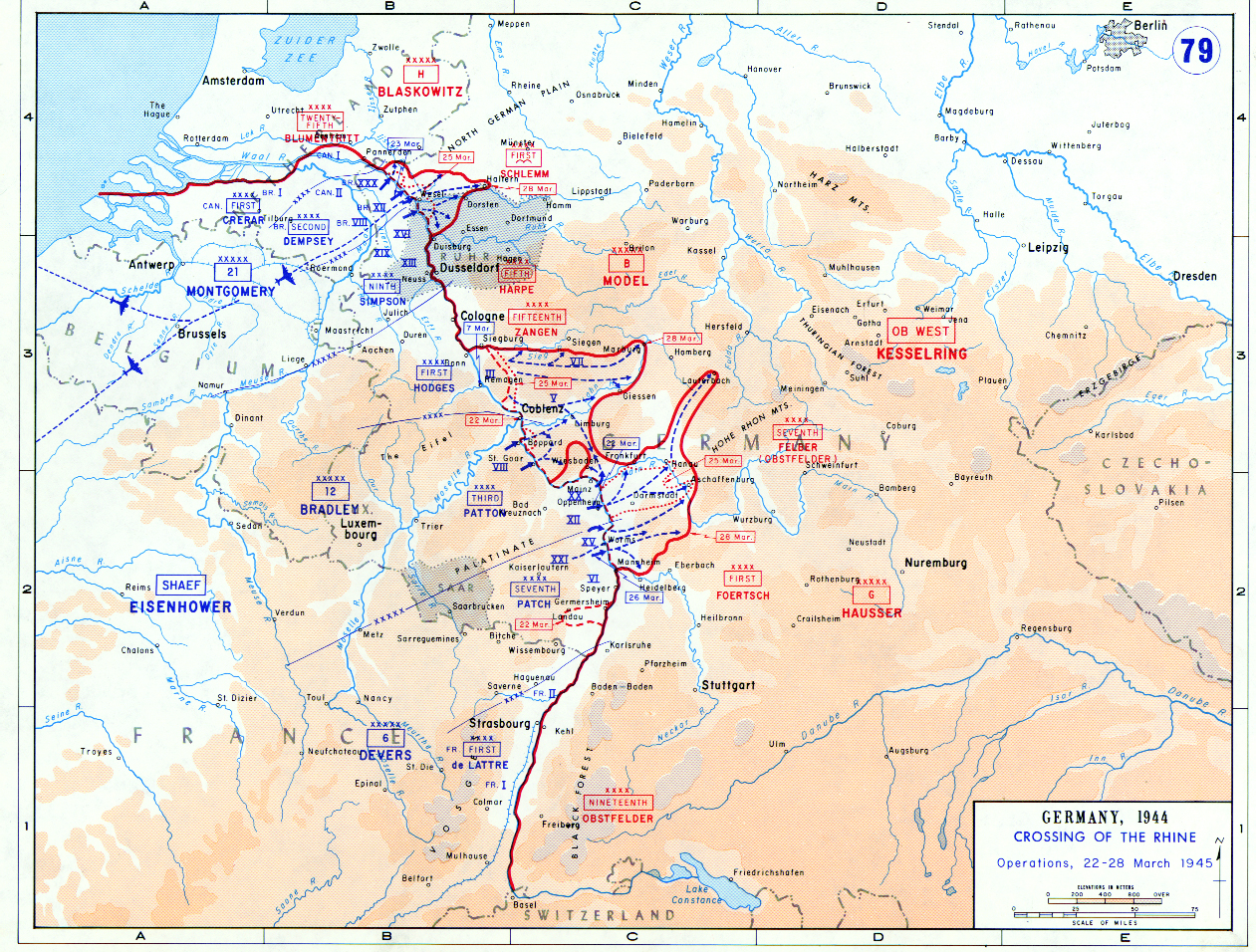
نقشه عبور از راین بین ۲۲ و ۲۸ مارس ۱۹۴۵
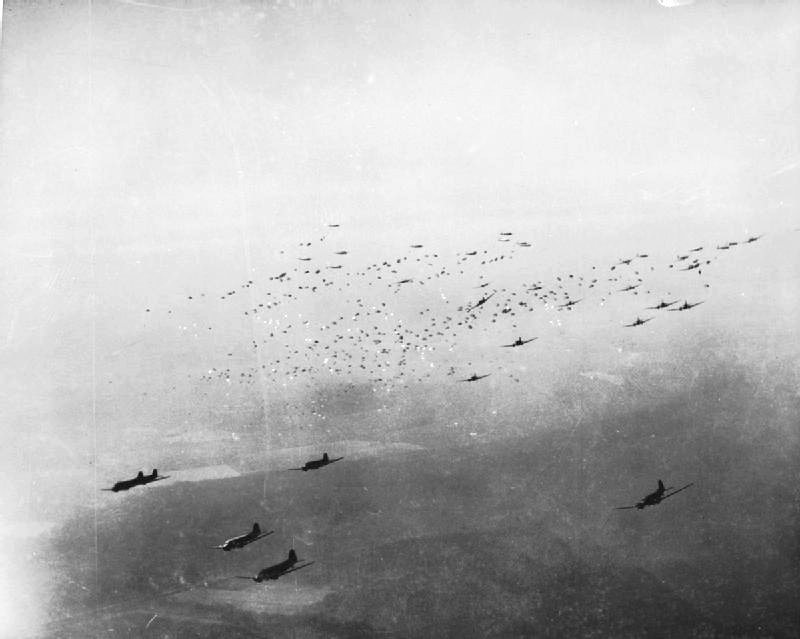
هواپیمای داگلاس سی-۴۷ اسکای‌ترین و رها شدن چتربازها در طی عملیات وارسیتی در ۲۴ مارس.
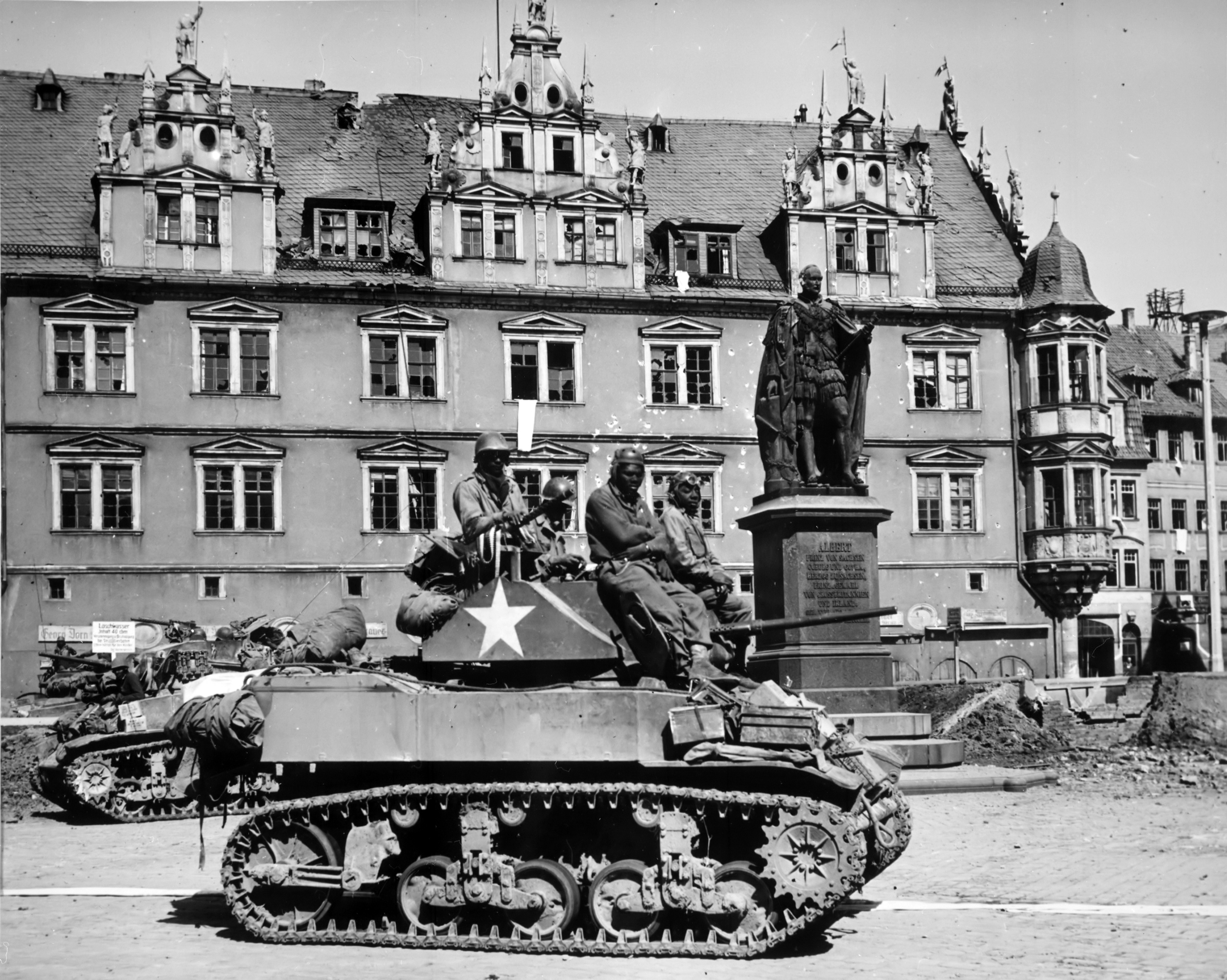
تانک‌های آمریکایی در کوبرگ در ۲۵ آوریل
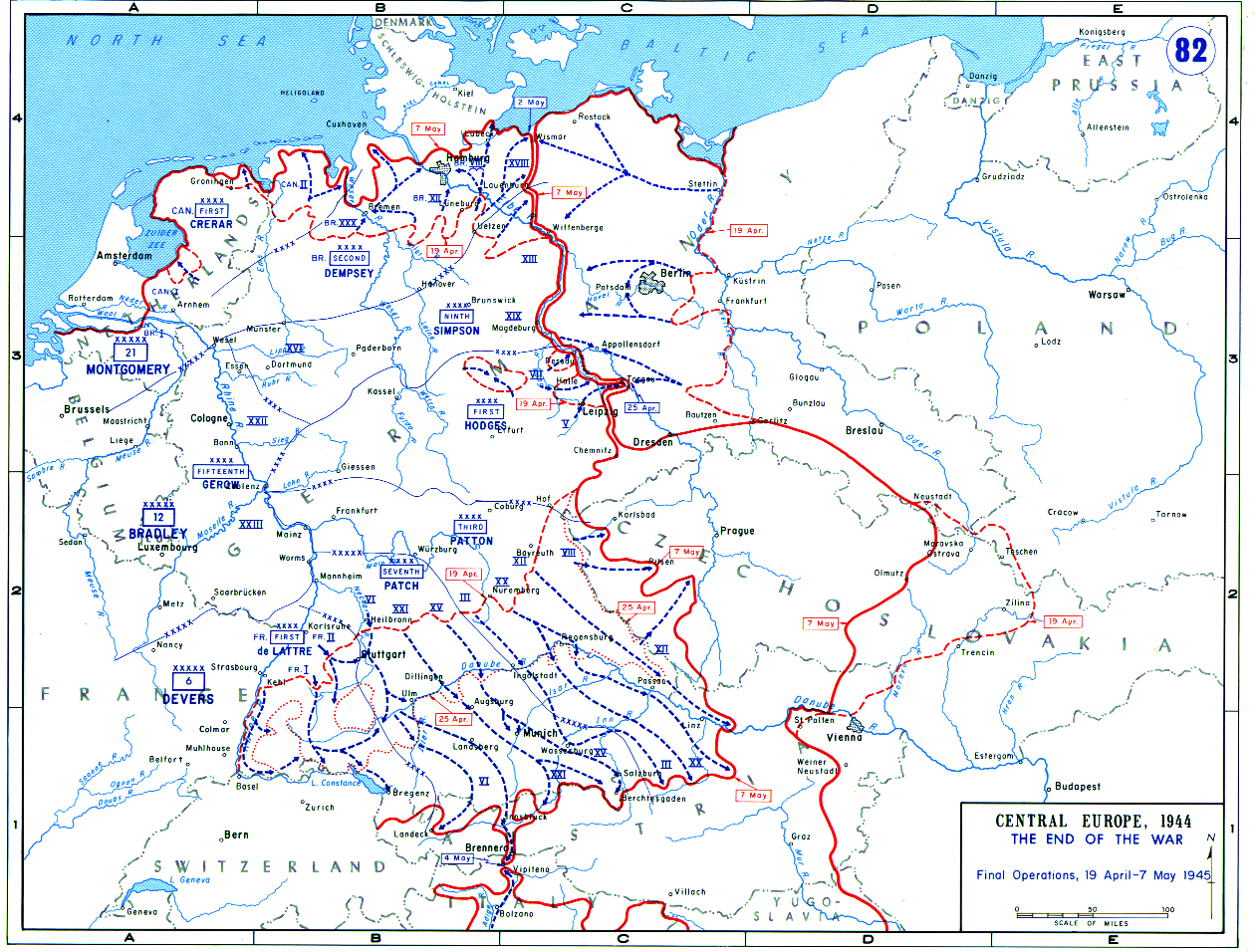
نقشه عملیات نهایی متفقین غربی بین ۱۹ آوریل و ۷ می ۱۹۴۵ و تغییرات در خط مقدم شوروی
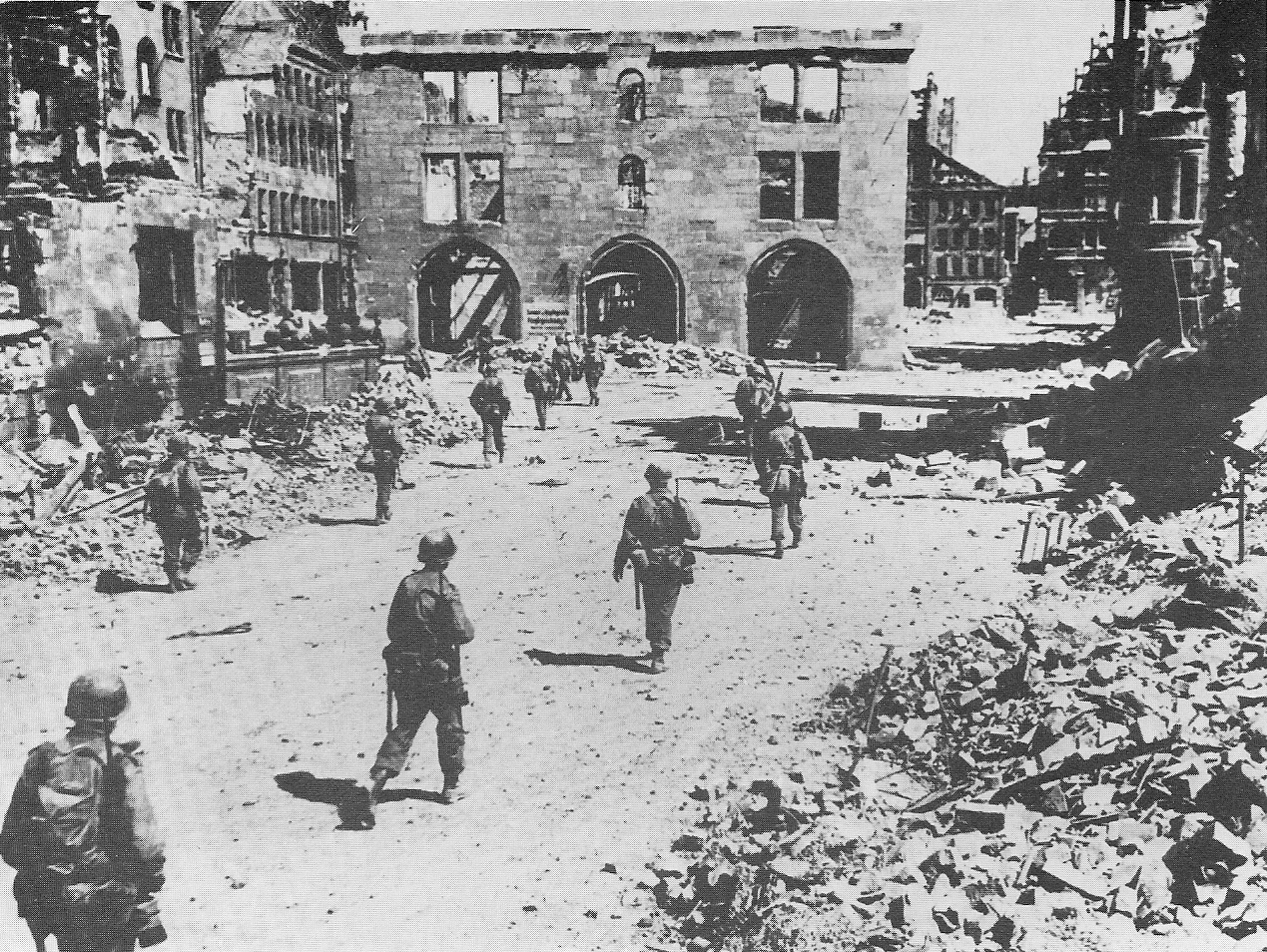
لشکر پیاده نظام سوم ایالات متحده در نورنبرگ در ۲۰ آوریل
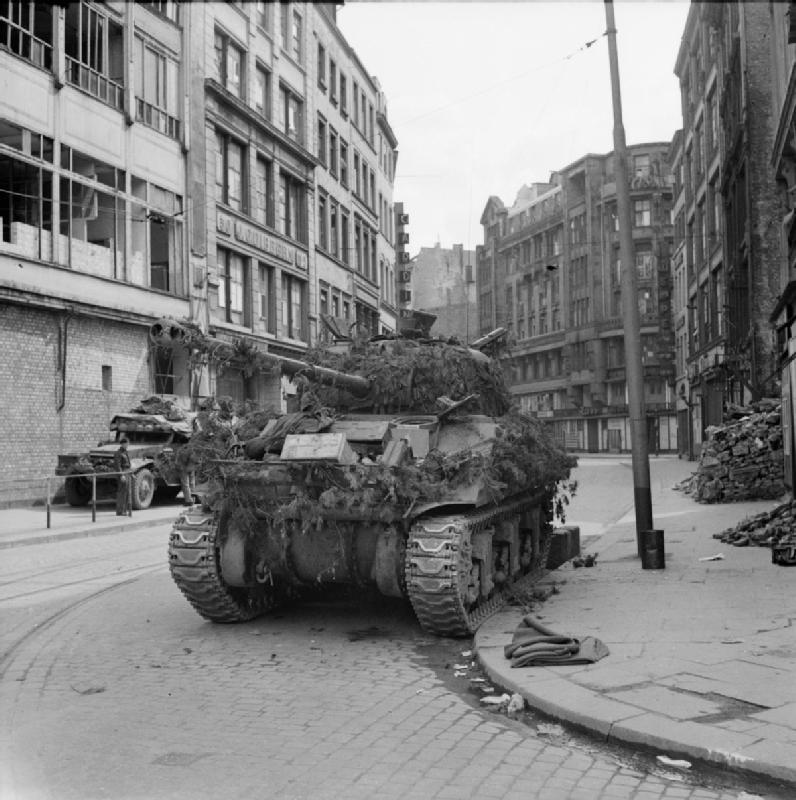
یک تانک بریتانیایی در هامبورگ ، ۴ می.
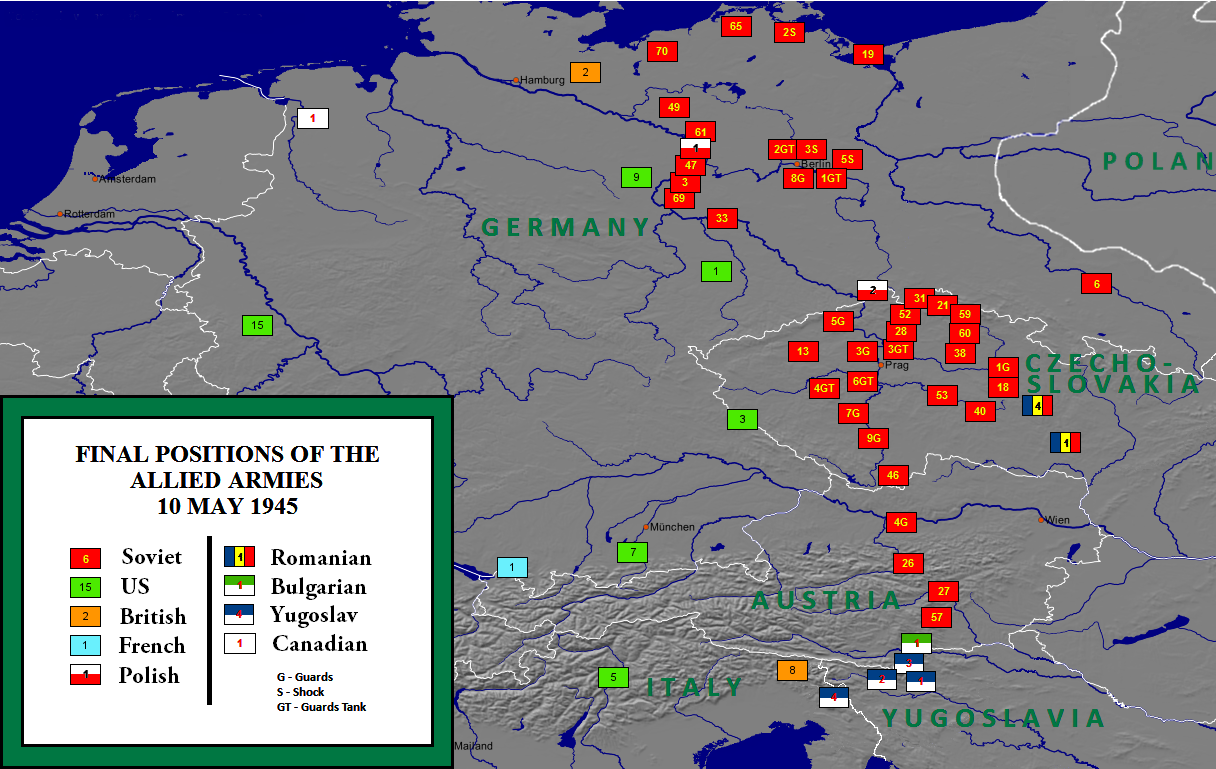
موقعیت نهایی متفقین و ارتش شوروی،  می ۱۹۴۵.
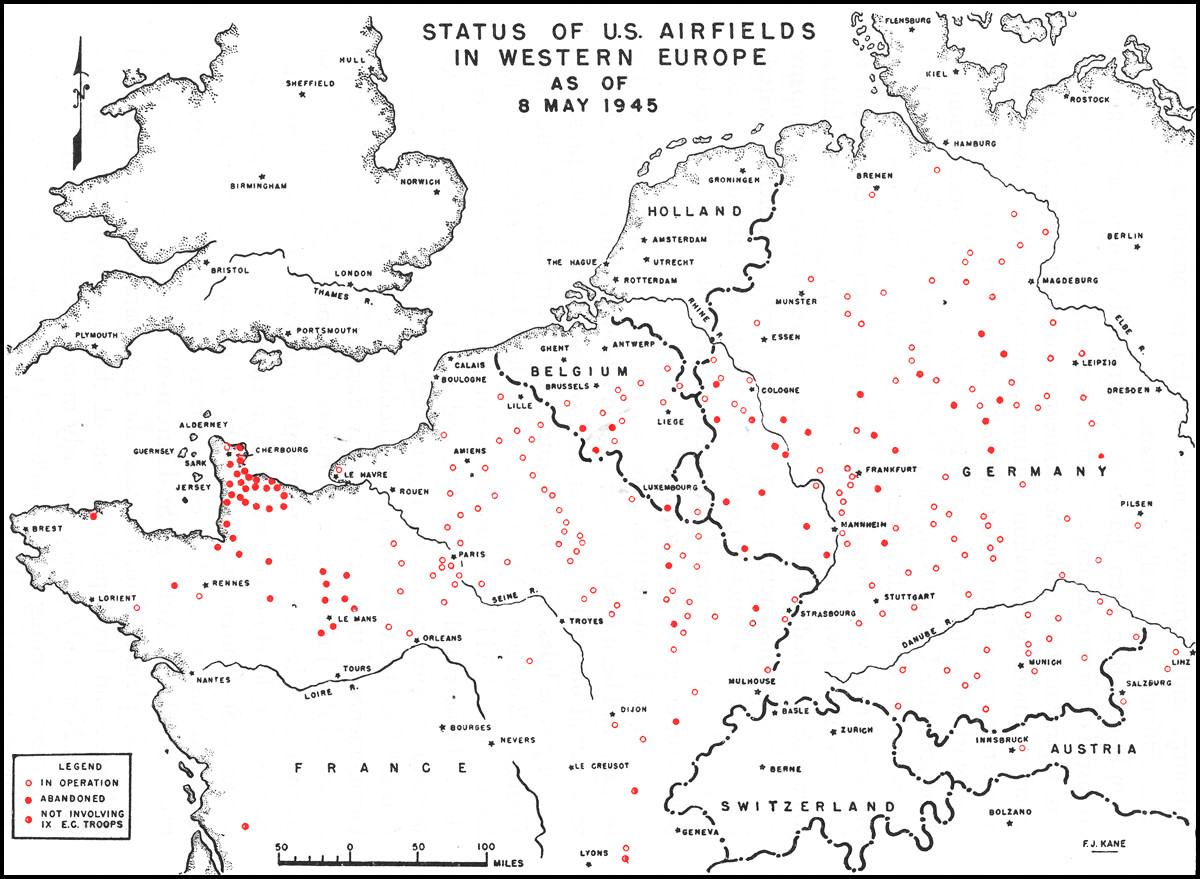
فرودگاه‌های ایالات متحده در اروپا ، ۸ می ۱۹۴۵.